# Tragia gracilis
Tragia gracilis là một loài thực vật có hoa trong họ Đại kích. Loài này được Griseb. miêu tả khoa học đầu tiên năm 1865.